# Отвил (Ардени)
Отвил (фр. Hauteville) насеље је и општина у североисточној Француској у региону Шампањ-Арден, у департману Ардени која припада префектури Ретел.
По подацима из 2011. године у општини је живело 111 становника, а густина насељености је износила 19,79 становника/km². Општина се простире на површини од 5,61 km². Налази се на средњој надморској висини од 86 метара.

## Демографија
| 1962. | 1968. | 1975. | 1982. | 1990. | 1999. | 2011. |
| ----- | ----- | ----- | ----- | ----- | ----- | ----- |
| 119   | 140   | 123   | 114   | 121   | 111   | 111   |

График промене броја становника у току последњих година